# Храм Тихона, Патриарха Московского (Тольятти)
Храм Святителя Тихона, Патриарха Московского и всея Руси (Тихоновский храм) — православный храм в городе Тольятти Самарской области. Освящён во имя Патриарха Московского и вся Руси Тихона. Также часто именуют Свято-Тихоновским храмом.
Настоятель — протоиерей Андрей Матвеев.

## История
В Комсомольском районе никогда ранее не было храмов. В начале 1991 года архиепископ Самарский и Сызранский Евсевий благословил инициативную группу верующих, выступившую с ходатайством об открытии церкви. Православным был предоставлен барак, который был обустроен собственными силами и средствами. В нём же 25 мая 1991 года на праздник Святой Троицы состоялось первое богослужение. Настоятелем церкви стал священник Олег Бильчук.
8 апреля 1994 года епископ Самарский и Сызранский Сергий совершил водосвятный молебен с последующим освящением места под строительство будущего Свято-Тихоновского храма. Через неделю после освящения начались строительные работы. Проект храма был разработан самарскими архитекторами Ю. Астаховым, В. Пшенниковым и г-ном Гопко.
В связи с недостаточным финансированием строительство велось медленно, несколько раз прерывалось. К концу 1994 года уже был построен цокольный этаж, однако первый купол был воздвигнут только осенью 2001, второй в феврале 2002 года. Только 7 апреля 2004 года было совершено освящение храма.
Сейчас здание храма на 800 человек уже достроено, ведутся отделочные работы.

## Деятельность
Богослужения совершаются ежедневно.
Действует воскресная школа из 3-х классов разных возрастных групп, лектории. Действует часовня Великомученика Пантелеимона при стационаре больницы МСЧ № 4 г.